# Teddy Raye
Teddy Raye est un chanteur de rock français du début des années 1960, né en 1937.
Teddy Raye marque les débuts du rock en France en juillet 1961 avec le 45 tours Rock a beatin boogie, reprise de Bill Haley, avec aussi Un collier de tes bras, reprise de Wear My Ring Around Your Neck d'Elvis Presley, qui cartonnait dans tous les juke-boxes et dans la sono des auto-tamponneuses des fêtes foraines où se réunissaient des bandes de jeunes en jeans et blousons de cuir noir.
Par opposition aux yé-yé (Franck Alamo, Sheila, Richard Anthony), il est vite classé chanteur de « rock pur » (comme on disait), le rock des origines, celui d'Elvis Presley, Gene Vincent, Jerry Lee Lewis, Little Richard, etc., qu'on écoutait dans une ambiance « rebelle » et « fureur de vivre » (cf. James Dean). Il était accompagné par le groupe les Teddy Boys.

## Discographie
- 1962 : Rock’n’roll : Crever d’amour (All shook up)) / Un collier de tes bras (Wear my ring around your neck) / Rock a beatin’ boogie / Tête à l’envers (Jingle bell rock) (Fontana)
- 1962 : Twist : Jupon bleu, jupon vert / One, two, three for rock (T’as pas de cervelle) / Go Teddy go (Go Johnny Go) / Twist Stop (The Ray Charles-ton) (Fontana)